# 耶特·弗雷德里克松
耶特·弗雷德里克松（瑞典語：Gert Fredriksson，1919年11月21日—2006年7月5日），瑞典男子皮划艇运动员。他曾代表瑞典参加1948年、1952年、1956年和1960年夏季奥林匹克运动会皮划艇比赛，共获得六枚金牌、一枚银牌和一枚铜牌。